# Бёркс, Алек
Алек Бёркс (англ. Alec Burks; родился 20 июля 1991 года в Грандвью, штат Миссури, США) — американский профессиональный баскетболист, выступающий за клуб НБА «Майами Хит». Играет на позиции атакующего защитника. Был выбран в первом раунде под общим двенадцатым номером на драфте НБА 2011 года.

## Колледж
Бёркс играл за Колорадский университет в Боулдере. В 2009 году Алек был назван новичком года в своей конференции и был выбран в символическую сборную новичков.

## НБА

### Юта Джаз (2011—2018)
Алек был выбран под 12-м номером на драфте НБА 2011 года командой «Юта Джаз», которая в первом раунде также выбрала Энеса Кантера. В своём дебютном сезоне он в среднем набирал 7,2 очка за 13,2 минут за игру. «Джаз» вышли в плей-офф, но были остановлены в первом раунде лидером западной конференции «Сан-Антонио Спёрс». В своём первом матче в плей-офф Бёркс набрал 6 очков.

### Кливленд Кавальерс (2018—2019)
29 ноября 2018 года Беркс был обменян в «Кливленд Кавальерс» на Кайла Корвера.

### Сакраменто Кингз (2019)
7 февраля 2019 года Беркс был приобретен командой «Сакраменто Кингз» в ходе трехстороннего обмена с участием «Кавальерс» и «Хьюстон Рокетс».

### Голден Стэйт Уорриорз (2019—2020)
11 июля 2019 года Беркс подписал контракт с «Голден Стэйт Уорриорз». 30 января 2020 года Беркс поменял свой игровой номер с 8 на 20 из уважения к смерти Коби Брайанта.

### Филадельфия Севенти Сиксерс (2020)
6 февраля 2020 года Беркс и его товарищ по команде Гленн Робинсон III были обменяны в «Филадельфию Севенти Сиксерс» на 3 выбора второго раунда драфта.

### Нью-Йорк Никс (2020—2022)
22 ноября 2020 года Беркс подписал контракт с «Нью-Йорк Никс».

### Детройт Пистонс (2022—2024)
11 июля 2022 года Беркс был обменян вместе с Нерленсом Ноэлем в «Детройт Пистонс» на права на драфт Николы Радичевича и защищенный выбор второго раунда драфта 2025 года. Бёркс дебютировал в составе «Пистонс» 11 ноября, набрав 17 очков и сделав два подбора в поражении от «Нью-Йорк Никс».
29 июня 2023 года «Детройт Пистонс» воспользовались опцией команды и продлили контракт Беркса на сезон НБА 2023/2024. 16 января 2024 года Беркс повторил карьерный рекорд по количеству очков, набрав 34 очка, забив 11 из 17 бросков с игры, против «Вашингтон Уизардс».

### Возвращение в «Никс» (2024)
8 февраля 2024 года Беркс и Боян Богданович были обменяны в «Нью-Йорк Никс» в обмен на Райана Арчидиаконоу, Малакай Флинна, Эвана Фурнье, Квентина Граймса и два выбора во втором раунде.

### Майами Хит (2024–настоящее время)
4 июля 2024 года Беркс подписал контракт с «Майами Хит».

## Статистика

### Статистика в НБА
| Сезон                                                                                    | Команда      | Регулярный сезон | Регулярный сезон | Регулярный сезон | Регулярный сезон | Регулярный сезон | Регулярный сезон | Регулярный сезон | Регулярный сезон | Регулярный сезон | Регулярный сезон | Регулярный сезон | Серия плей-офф | Серия плей-офф | Серия плей-офф | Серия плей-офф | Серия плей-офф | Серия плей-офф | Серия плей-офф | Серия плей-офф | Серия плей-офф | Серия плей-офф | Серия плей-офф |
| Сезон                                                                                    | Команда      | GP               | GS               | MPG              | FG%              | 3P%              | FT%              | RPG              | APG              | SPG              | BPG              | PPG              | GP             | GS             | MPG            | FG%            | 3P%            | FT%            | RPG            | APG            | SPG            | BPG            | PPG            |
| ---------------------------------------------------------------------------------------- | ------------ | ---------------- | ---------------- | ---------------- | ---------------- | ---------------- | ---------------- | ---------------- | ---------------- | ---------------- | ---------------- | ---------------- | -------------- | -------------- | -------------- | -------------- | -------------- | -------------- | -------------- | -------------- | -------------- | -------------- | -------------- |
| 2011/12                                                                                  | Юта          | 59               | 0                | 15,9             | 42,9             | 33,3             | 72,7             | 2,2              | 0,9              | 0,5              | 0,1              | 7,2              | 4              | 0              | 15,8           | 25,0           | 0,0            | 85,7           | 2,8            | 0,8            | 0,5            | 0,0            | 6,5            |
| 2012/13                                                                                  | Юта          | 64               | 0                | 17,8             | 42,0             | 35,9             | 71,3             | 2,3              | 1,4              | 0,5              | 0,2              | 7,0              | Не участвовал  | Не участвовал  | Не участвовал  | Не участвовал  | Не участвовал  | Не участвовал  | Не участвовал  | Не участвовал  | Не участвовал  | Не участвовал  | Не участвовал  |
| 2013/14                                                                                  | Юта          | 78               | 12               | 28,1             | 45,7             | 35,0             | 74,8             | 3,3              | 2,7              | 0,9              | 0,2              | 14,0             | Не участвовал  | Не участвовал  | Не участвовал  | Не участвовал  | Не участвовал  | Не участвовал  | Не участвовал  | Не участвовал  | Не участвовал  | Не участвовал  | Не участвовал  |
| 2014/15                                                                                  | Юта          | 27               | 27               | 33,3             | 40,3             | 38,2             | 82,2             | 4,2              | 3,0              | 0,6              | 0,2              | 13,9             | Не участвовал  | Не участвовал  | Не участвовал  | Не участвовал  | Не участвовал  | Не участвовал  | Не участвовал  | Не участвовал  | Не участвовал  | Не участвовал  | Не участвовал  |
| 2015/16                                                                                  | Юта          | 31               | 3                | 25,7             | 41,0             | 40,5             | 75,2             | 3,5              | 2,0              | 0,6              | 0,1              | 13,3             | Не участвовал  | Не участвовал  | Не участвовал  | Не участвовал  | Не участвовал  | Не участвовал  | Не участвовал  | Не участвовал  | Не участвовал  | Не участвовал  | Не участвовал  |
| 2016/17                                                                                  | Юта          | 42               | 0                | 15,6             | 39,9             | 32,9             | 76,9             | 2,9              | 0,7              | 0,4              | 0,1              | 6,7              | Не участвовал  | Не участвовал  | Не участвовал  | Не участвовал  | Не участвовал  | Не участвовал  | Не участвовал  | Не участвовал  | Не участвовал  | Не участвовал  | Не участвовал  |
| 2017/18                                                                                  | Юта          | 64               | 1                | 16,5             | 41,1             | 33,1             | 86,3             | 3,0              | 1,0              | 0,6              | 0,1              | 7,7              | 9              | 0              | 13,4           | 46,9           | 45,0           | 86,7           | 2,7            | 1,9            | 0,4            | 0,1            | 9,1            |
| 2018/19                                                                                  | Юта          | 17               | 0                | 15,8             | 41,2             | 37,2             | 86,8             | 1,6              | 1,2              | 0,4              | 0,2              | 8,4              | Не участвовал  | Не участвовал  | Не участвовал  | Не участвовал  | Не участвовал  | Не участвовал  | Не участвовал  | Не участвовал  | Не участвовал  | Не участвовал  | Не участвовал  |
| 2018/19                                                                                  | Кливленд     | 34               | 24               | 28,8             | 40,0             | 37,8             | 80,6             | 5,5              | 2,9              | 0,7              | 0,5              | 11,6             | Не участвовал  | Не участвовал  | Не участвовал  | Не участвовал  | Не участвовал  | Не участвовал  | Не участвовал  | Не участвовал  | Не участвовал  | Не участвовал  | Не участвовал  |
| 2018/19                                                                                  | Сакраменто   | 13               | 0                | 9,7              | 45,0             | 0,0              | 80,0             | 1,7              | 0,8              | 0,6              | 0,1              | 1,7              | Не участвовал  | Не участвовал  | Не участвовал  | Не участвовал  | Не участвовал  | Не участвовал  | Не участвовал  | Не участвовал  | Не участвовал  | Не участвовал  | Не участвовал  |
| 2019/20                                                                                  | Голден Стэйт | 48               | 18               | 29,0             | 40,6             | 37,5             | 89,7             | 4,7              | 3,1              | 1,0              | 0,4              | 16,1             | Не участвовал  | Не участвовал  | Не участвовал  | Не участвовал  | Не участвовал  | Не участвовал  | Не участвовал  | Не участвовал  | Не участвовал  | Не участвовал  | Не участвовал  |
| 2019/20                                                                                  | Филадельфия  | 18               | 1                | 20,2             | 46,1             | 41,6             | 82,9             | 3,1              | 2,1              | 0,7              | 0,0              | 12,2             | 4              | 0              | 23,7           | 32,7           | 18,8           | 77,8           | 3,8            | 1,8            | 0,3            | 0,8            | 10,5           |
| 2020/21                                                                                  | Нью-Йорк     | 49               | 5                | 25,6             | 42,0             | 41,5             | 85,6             | 4,6              | 2,2              | 0,6              | 0,3              | 12,7             | 5              | 0              | 25,6           | 42,9           | 33,3           | 73,7           | 5,0            | 2,6            | 0,2            | 0,0            | 14,0           |
| 2021/22                                                                                  | Нью-Йорк     | 81               | 44               | 28,6             | 39,1             | 40,4             | 82,2             | 4,9              | 3,0              | 1,0              | 0,3              | 11,7             | Не участвовал  | Не участвовал  | Не участвовал  | Не участвовал  | Не участвовал  | Не участвовал  | Не участвовал  | Не участвовал  | Не участвовал  | Не участвовал  | Не участвовал  |
| 2022/23                                                                                  | Детройт      | 51               | 8                | 22,0             | 43,6             | 41,4             | 81,4             | 3,1              | 2,2              | 0,7              | 0,2              | 12,8             | Не участвовал  | Не участвовал  | Не участвовал  | Не участвовал  | Не участвовал  | Не участвовал  | Не участвовал  | Не участвовал  | Не участвовал  | Не участвовал  | Не участвовал  |
| 2023/24                                                                                  | Детройт      | 43               | 0                | 20,9             | 39,4             | 40,1             | 90,3             | 2,6              | 1,6              | 0,5              | 0,3              | 12,6             | Не участвовал  | Не участвовал  | Не участвовал  | Не участвовал  | Не участвовал  | Не участвовал  | Не участвовал  | Не участвовал  | Не участвовал  | Не участвовал  | Не участвовал  |
| 2023/24                                                                                  | Нью-Йорк     | 23               | 1                | 13,5             | 30,7             | 30,1             | 72,7             | 1,7              | 0,9              | 0,3              | 0,0              | 6,5              | 6              | 0              | 20,1           | 50,0           | 42,9           | 84,4           | 3,3            | 1,0            | 0,2            | 0,2            | 14,8           |
|                                                                                          | Всего        | 742              | 144              | 22,5             | 41,5             | 38,3             | 80,6             | 3,4              | 2,0              | 0,7              | 0,2              | 10,8             | 28             | 0              | 18,8           | 41,3           | 35,6           | 82,0           | 3,4            | 1,6            | 0,3            | 0,2            | 11,0           |
| Наведите курсор мыши на аббревиатуры в заголовке таблицы, чтобы прочесть их расшифровку. |              |                  |                  |                  |                  |                  |                  |                  |                  |                  |                  |                  |                |                |                |                |                |                |                |                |                |                |                |

### Статистика в Джи-Лиге
| Сезон                                                                                    | Команда              | Регулярный сезон | Регулярный сезон | Регулярный сезон | Регулярный сезон | Регулярный сезон | Регулярный сезон | Регулярный сезон | Регулярный сезон | Регулярный сезон | Регулярный сезон | Регулярный сезон | Серия плей-офф | Серия плей-офф | Серия плей-офф | Серия плей-офф | Серия плей-офф | Серия плей-офф | Серия плей-офф | Серия плей-офф | Серия плей-офф | Серия плей-офф | Серия плей-офф |
| Сезон                                                                                    | Команда              | GP               | GS               | MPG              | FG%              | 3P%              | FT%              | RPG              | APG              | SPG              | BPG              | PPG              | GP             | GS             | MPG            | FG%            | 3P%            | FT%            | RPG            | APG            | SPG            | BPG            | PPG            |
| ---------------------------------------------------------------------------------------- | -------------------- | ---------------- | ---------------- | ---------------- | ---------------- | ---------------- | ---------------- | ---------------- | ---------------- | ---------------- | ---------------- | ---------------- | -------------- | -------------- | -------------- | -------------- | -------------- | -------------- | -------------- | -------------- | -------------- | -------------- | -------------- |
| 2016/17                                                                                  | Солт-Лейк-Сити Старз | 1                | 1                | 20,7             | 29,4             | 12,5             | 66,7             | 5,0              | 3,0              | 1,0              | 0,0              | 13,0             | Не участвовал  | Не участвовал  | Не участвовал  | Не участвовал  | Не участвовал  | Не участвовал  | Не участвовал  | Не участвовал  | Не участвовал  | Не участвовал  | Не участвовал  |
|                                                                                          | Всего                | 1                | 1                | 20,7             | 29,4             | 12,5             | 66,7             | 5,0              | 3,0              | 1,0              | 0,0              | 13,0             | Не участвовал  | Не участвовал  | Не участвовал  | Не участвовал  | Не участвовал  | Не участвовал  | Не участвовал  | Не участвовал  | Не участвовал  | Не участвовал  | Не участвовал  |
| Наведите курсор мыши на аббревиатуры в заголовке таблицы, чтобы прочесть их расшифровку. |                      |                  |                  |                  |                  |                  |                  |                  |                  |                  |                  |                  |                |                |                |                |                |                |                |                |                |                |                |

### Статистика в NCAA
| Сезон | Команда  | Conf   | Class | GP | GS | MPG  | FG%  | 3P%  | FT%  | RPG | APG | SPG | BPG | PPG  |
| --- | -------- | ------ | ----- | -- | -- | ---- | ---- | ---- | ---- | --- | --- | --- | --- | ---- |
| 2009/10 | Колорадо | Big 12 | FR    | 30 | 30 | 30,2 | 53,8 | 35,2 | 77,2 | 5,0 | 1,8 | 1,2 | 0,4 | 17,1 |
| 2010/11 | Колорадо | Big 12 | SO    | 38 | 37 | 31,4 | 46,9 | 29,2 | 82,5 | 6,5 | 2,9 | 1,1 | 0,3 | 20,5 |
| Всего | Всего    | Всего  | Всего | 68 | 67 | 30,9 | 49,5 | 31,3 | 80,4 | 5,8 | 2,4 | 1,1 | 0,4 | 19,0 |
| Наведите курсор мыши на аббревиатуры в заголовке таблицы, чтобы прочесть их расшифровку Статистика приведена с сайта sports-reference.com |          |        |       |    |    |      |      |      |      |     |     |     |     |      |